# Eleanor Updale
Eleanor Updale (* 1953) ist eine englische Autorin. Sie ist die Schöpferin der Montmorency-Serie, einer vierteiligen Kriminalromanreihe für Kinder.

## Biografie
Updale wuchs im Süden von London auf. Sie studierte Geschichte am St. Anne’s College in Oxford. Sie arbeitete als Nachrichtenproduzentin für Fernsehen und Radio bei der BBC. Sie ist Sachverwalterin für einen Wohltätigkeitsverband, der „Listening Books“ heißt.
2003 gewann sie mit ihrem ersten Roman Montmorency den „Silver Award“ des Nestlé Smarties Book Prize, ein britischer Literaturpreis für Kinderbücher, der seit 1995 vergeben wird. 2004 erhielt sie einen „Blue Peter Book Award“, ein von der BBC vergebener Preis für Kinder- und Jugendliteratur.
Updale lebt in England und ist mit James Naughtie, einem Radiomoderator, verheiratet. 

## Werke

### Englisch
- 2003: Montmorency
- 2004: Montmorency on the Rocks
- 2005: Montmorency and the Assassins
- 2006: Montmorency’s Revenge

- 2008: Saved
- 2010: Johnny Swanson

### Deutsch
- 2006: Montmorency. Dieb, Gauner, Gentleman ISBN 3-7941-8038-0

## Auszeichnungen
- Nestlé Smarties Book Prize (Silber)
- Blue Peter Book Award für „The Book I couldn’t Put Down“
- Medway Award
- Southern Schools Book Award